# Frères Frenkel
Les frères Frenkel sont trois frères juifs égyptiens — Herschel Frenkel (1902-1972), Shlomo Frenkel (1912-2001) et David Frenkel (1914-1994) — pionniers du cinéma d'animation en Égypte. Leur premier film à succès, Mafish Fayda (1936), fait de son protagoniste Mish-Mish Effendi le premier personnage-vedette arabe du dessin animé. Après la déclaration d'indépendance d'Israël, les frères émigrent en France. Ils y poursuivent leurs activités cinématographiques, mais sans connaître le succès qu'ils avaient connu en Égypte. Ils réalisent au total plus de trente films.

## Biographie

### En Égypte
Herschel, Shlomo et Hershel Frenkel étaient trois des six frères nés dans une famille d'origine juive biélorusse. Leur père, Bezalel, est un fabricant de meubles qui connaît un grand succès commercial. En 1914, la famille quitte Jérusalem pour s'installer en Égypte.
Leur premier film, Marco Monkey un singe sympa, est vivement critiqué par le quotidien Al-Ahram en 1936. En conséquence, ils engagent des collaborateurs pour améliorer leur travail ultérieur. Lors du Festival national du cinéma égyptien en 1936, ils présentent huit courts métrages d'animation en noir et blanc, des documentaires et des films publicitaires. Mafish faida (1936), qui présente le personnage de Mish Mish Effendi, remporte un grand succès et reste dans les salles égyptiennes jusqu'en 1939. Le succès du personnage a conduit le gouvernement à demander qu'il soit utilisé dans des films de propagande nationale. Défense nationale, projeté en 1940, soutenait les efforts de modernisation de l'armée égyptienne.Bon Appétit est un autre court métrage de Mish Mish, qui se déroule dans un cirque. Les frères ont réalisé une douzaine de dessins animés mettant en vedette Mishmish Effenfi. Après la guerre, les frères ont également commencé à réaliser des publicités : Bravo Osman est une publicité pour le détergent Vim.

### En France
Après avoir déménagé à Paris au début des années 1950, les frères ont essayé de faire une version française de Mish Mish qu'ils nomment Mimiche, et ils le coiffent d'un béret au lieu d'un fez. Les frères ont continué à produire un film par an, associant Mimiche à un autre personnage, Jenny, qui a ensuite été associé à un personnage appelé Danny. Cependant, ils n'ont pas rencontré le succès commercial. Ils ont également continué à produire des publicités. Dans Une expérience atomique , un savant fou déséquilibre le monde, envoyant dans les airs la Tour Eiffel, l'Arc de Triomphe, les Pyramides d'Égypte et le Sphinx
.

### Redécouverte
Les films égyptiens des frères Frenkel ont été redécouverts en 1995 et restaurés pour être présentés lors de plusieurs festivals de cinéma. Les frères ont fait l'objet d'un documentaire en 2019, Bukra fil Mish-Mish, réalisé par Tal Michael.

## Filmographie
- 1935 : Marco Monkey un singe sympa
- 1936 : Mafish Fayda (Ça ne sert à rien)
- 1939 : Mish Mish el shater (Mish Mish le Brave)
- 1940 : Al difau `al watani (Défense nationale)
- 1946 : Bilhana Oushefa (Bon Appétit)
- 1949 : Bravo Osman — Projeté au Festival du film de Turin 2001[5]
- 1949 : Simfoniyya ala difaf al Nil
- 1949 : Sunlight
- 1950 : Abu ras nashfa
- 1951 : Al walad al nagib (Le Fils prodigue)
- 1954 : Une expérience atomique
- Aventures et fantaisies
- Mon chien, mon âme et moi
- Œil pour œil
- C'est arrivé au zoo
- Le stylo magique
- Le grand triomphe
- Noël parisien
- La Bolte magique
- Le Trésor insaisissable
- 1964 : Reve du Beau Danube bleu